# Vlag van Ticino

Vlag van Ticino

De vlag van Ticino is de vlag van het kanton Ticino in Zwitserland. De vlag is vierkant en bestaat uit twee horizontale banden, rood boven en blauw onder. Het wapen van het kanton heeft ook twee banden in de kleuren rood en blauw, maar die lopen verticaal. De symboliek van beide kleuren is in de geschiedenis verloren gegaan. Er zijn echter wel enkele mogelijke verklaringen. Eén verklaring stelt dat de kleuren het meest voorkomen in de wapens van de districten van het kanton en daarom gekozen zijn. Anderen geloven dat de kleuren afgeleid zijn van de vlag van de Cisalpijnse Republiek. De vlag werd aangenomen in mei 1803, twee maanden nadat de confederatie van Zwitserland werd heropgericht nadat de Helvetische Republiek een mislukking bleek. Ticino werd een nieuw kanton binnen de confederatie op het grondgebied van de voormalige kantons Bellinzona en Lugano. De specificaties van de vlag werden nog niet vastgelegd, dat gebeurde pas in 1930.

Wapen